# Arado Ar 66
Arado Ar 66 là một loại máy bay huấn luyện quân sự của Đức quốc xã, phát triển vào năm 1933. Nó cùng được dùng làm máy bay cường kích đêm tại Mặt trận Xô-Đức.

## Biến thể
Ar 66a
Ar 66b
Ar 66B
Ar 66C

## Quốc gia sử dụng
Tiệp Khắc
- Không quân Tiệp Khắc

 Đức Quốc xã
- Luftwaffe

 Tây Ban Nha
- Không quân Tây Ban Nha

## Tính năng kỹ chiến thuật (Ar 66C)
Dữ liệu lấy từ Aircraft of the Third Reich
Đặc tính tổng quan
- Kíp lái: 2
- Chiều dài: 8,3 m (27 ft 3 in)
- Sải cánh: 10 m (32 ft 10 in)
- Chiều cao: 2,93 m (9 ft 7 in)
- Diện tích cánh: 29,63 m2 (318,9 foot vuông)
- Trọng lượng rỗng: 905 kg (1.995 lb)
- Trọng lượng cất cánh tối đa: 1.330 kg (2.932 lb)
- Động cơ: 1 × Argus As 10C , 179 kW (240 hp)
- Cánh quạt: 2-lá wooden fixed pitch propeller

Hiệu suất bay
- Vận tốc cực đại: 210 km/h (130 mph; 113 kn) trên mực nước biển
- Vận tốc hành trình: 175 km/h (109 mph; 94 kn)
- Tầm bay: 715 km (444 mi; 386 nmi)
- Trần bay: 4.500 m (14.764 ft)
- Vận tốc lên cao: 4,333 m/s (853,0 ft/min)

Vũ khí trang bị

- Bom chống bộ binh loại 2 kg và 4 kg